# 숭신여자중학교
숭신여자중학교(崇信女子中學校)는 대한민국 경기도 성남시 중원구 금광동에 있는 사립 중학교이다.

## 학교 연혁
- 1971년 5월 28일 : 학교법인 숭신학원 인가 (설립자 재암 권재찬 선생, 초대 이영광 이사장 취임)
- 1971년 12월 20일 : 제1호관 (4층 20개 교실) 신축
- 1971년 12월 31일 : 숭신여자중학교 설립 인가 (18학급)
- 1972년 2월 5일 : 초대 박보영 교장 취임
- 1972년 3월 4일 : 숭신여자중학교 개교식 (4학급)
- 1975년 1월 18일 : 제1회 졸업식 (217명)
- 1975년 12월 22일 : 제4호관 (4층 20개 교실) 신축
- 1979년 10월 12일 : 제3호관 (3층 8개 교실) 증축
- 1999년 8월 16일 : 제5호관 (4층 4개 교실) 증축
- 2001년 5월 29일 : 심원관 신축
- 2003년 2월 15일 : 제2호관 (4층 6개 교실) 증축
- 2010년 6월 3일 : 제4대 권승호 이사장 취임
- 2014년 1월 13일 : 제6호관 이전
- 2024년 1월 9일 : 제50회 졸업식(졸업생 누계 19,878명)
- 2024년 3월 1일 : 제12대 백경아 교장 취임

## 참고 자료
- 숭신여자중학교 - 한국교육학술정보원 학교알리미